# Roy Woods
Roy Glenn Woods (* 21. Oktober 1940 in Oklahoma City; † 29. Januar 2004 ebenda) war ein US-amerikanischer Autorennfahrer und Rennstallbesitzer.

## Karriere als Rennfahrer
Neben seiner Tätigkeit als Rennstallbesitzer und Teamchef war Roy Woods auch selbst als Fahrer aktiv. Er bestritt Sportwagenrennen in Nordamerika und war dort in der SCCA-Sportwagen-Meisterschaft und der Trans-Am-Serie am Start. Seinen ersten Trans-Am-Rennsieg feierte der 1972 gemeinsam mit George Follmer auf einem AMC Javelin bei der Rennveranstaltung in Bryar.
Seine größten Erfolge feierte er beim 12-Stunden-Rennen von Sebring, das er 1979 gemeinsam mit Bob Akin und Rob McFarlin auf einem Porsche 935 gewinnen und zwei Jahre später als Gesamtzweiter beenden konnte (diesmal mit Ralph Kent-Cooke und Skeeter McKitterick als Teampartner). Sein einziges Antreten beim 24-Stunden-Rennen von Le Mans endete 1979 mit einem Ausfall. 
Woods bestritt Sportwagenrennen bis 1982; in dieser Zeit konnte er drei Gesamt- und vier Klassensiege feiern.

## Erfolge als Teambesitzer
Woods führte viele Jahre ein erfolgreiches Trans-Am-Team. Für sein American Racing Associates Team gingen unteren anderen Tony Adamowicz, Vic Elford, Brian Redman, Peter Revson, Milt Minter und George Follmer an den Start, der 1972 auf einem von Woods gemeldeten Wagen der erste Fahrermeister dieser Rennserie wurde.
Woods starb im Januar 2004 an den Folgen einer Leukämie-Erkrankung. 

## Statistik

### Le-Mans-Ergebnisse
| Jahr | Team                | Fahrzeug    | Teamkollege | Teamkollege  | Platzierung | Ausfallgrund       |
| ---- | ------------------- | ----------- | ----------- | ------------ | ----------- | ------------------ |
| 1979 | Dick Barbour Racing | Porsche 935 | Bob Akin    | Rob McFarlin | Ausfall     | Zylinder überhitzt |

### Sebring-Ergebnisse
| Jahr | Team                                     | Fahrzeug      | Teamkollege      | Teamkollege         | Platzierung | Ausfallgrund |
| ---- | ---------------------------------------- | ------------- | ---------------- | ------------------- | ----------- | ------------ |
| 1979 | Dick Barbour Racing                      | Porsche 935   | Bob Akin         | Rob McFarlin        | Gesamtsieg  |              |
| 1980 | Racing Associates                        | Porsche 935K3 | Bob Akin         | Skeeter McKitterick | Rang 5      |              |
| 1981 | Cooke Woods Racing Garretson Enterprises | Porsche 935K3 | Ralph Kent-Cooke | Skeeter McKitterick | Rang 2      |              |

### Einzelergebnisse in der Sportwagen-Weltmeisterschaft
| Saison | Team                                | Rennwagen              | 1   | 2   | 3   | 4   | 5   | 6   | 7   | 8   | 9   | 10  | 11  | 12  | 13  | 14  | 15  | 16  | 17  |
| ------ | ----------------------------------- | ---------------------- | --- | --- | --- | --- | --- | --- | --- | --- | --- | --- | --- | --- | --- | --- | --- | --- | --- |
| 1977   | Vasek Polak Racing                  | Porsche 934            | DAY | MUG | DIJ | MON | SIL | NÜR | VAL | PER | WAT | EST | LEC | MOS | IMO | SAL | BRH | HOK | VAL |
| 1977   | Vasek Polak Racing                  | Porsche 934            |     |     |     |     |     | 15  |     |     |     |     |     |     |     |     |     |     |     |
| 1979   | Barbour Racing Amos Johnson         | Porsche 935 AMC Spirit | DAY | SEB | MUG | TAL | DIJ | RIV | SIL | NÜR | LEM | PER | DAY | WAT | SPA | BRH | ROA | VAL | ELS |
| 1979   | Barbour Racing Amos Johnson         | Porsche 935 AMC Spirit | 52  | 1   |     | 18  |     | 4   |     |     | DNF |     |     |     |     |     |     |     |     |
| 1980   | Racing Associates Mendez Woods Akin | Porsche 935            | DAY | BRH | SEB | MUG | MON | RIV | SIL | NÜR | LEM | DAY | WAT | SPA | MOS | ROA | VAL | DIJ |     |
| 1980   | Racing Associates Mendez Woods Akin | Porsche 935            | 54  |     | 5   |     |     | 5   |     |     |     |     | 7   |     |     |     |     |     |     |
| 1981   | Garretsaon Enterprises              | Porsche 935            | DAY | SEB | MUG | MON | RIV | SIL | NÜR | LEM | PER | DAY | WAT | SPA | MOS | ROA | BRH |     |     |
| 1981   | Garretsaon Enterprises              | Porsche 935            |     | 2   |     |     | 4   |     |     |     |     |     |     |     |     |     |     |     |     |